# Sej
Sejen (Pollachius virens) er en ret stor torskefisk. Sejen kaldes også gråsej eller mørksej. Den er ved kønsmodningen i 5-6 års alderen normalt 60-70 centimeter og vejer godt 5 kg. Gamle eksemplarer kendes på op til 160 cm og 30 kg. Sejen kendes på at have underbid og lys sidelinje, der er næsten helt lige. Sidelinjen er et sanseorgan for bevægelse og trykændringer. Den voksne sej mangler skægtråd, mens unge sej har en meget kort skægtråd. Sejen lever pelagisk i stimer, og gyder på dybt vand. Sølaks er et handelsnavn for konserveret sej.

## Levevis
Sejen vandrer vidt omkring og følger ofte sildestimerne. Den gyder på 150-200 meters dybde på skrænterne af Norske Rende i Skagerrak, i nordlige Nordsø, ved Færøerne og langs Norges kyst. Efter gydningen vokser sejen kun langsomt.

## Føde
Sejen lever under opvæksten mest af plankton, lyskrebs og yngel af sild og brisling. Den voksne sej æder pelagiske krebsdyr, sild, brisling, laksesild og ikke mindst egne yngre artsfæller.

## Fangstmetode
Sejen fanges vha. trawl, snurrevod eller ringnot. Den kan fanges hele året.
På Færøerne er sejen en af de mest almindelige fisk, og man fanger omkring 50 tusind ton af dem årligt. Globalt blev der i 2013 fanget 309 tusind ton.

## Næringsstoffer
Sejen er ligesom andre torskearter rig på proteiner, ligesom den har en høj værdi af Vitamin B12

## Sejslægten
Sejslægten, Pollachius, består af yderligere en art, lubbe eller lyssej (Pollachius pollachius). Den har mørk, bugtet sidelinje og et meget udpræget underbid. Lubben lever langs Europas kyster fra det vestlige Middelhav til Trondhjem fjord i Norge, sjældent nordligere.